# 萩野浩基
萩野 浩基（はぎの こうき、1940年（昭和15年）7月20日 - 2015年（平成27年）10月18日）は、日本の政治家、哲学者、僧侶。衆議院議員（3期）、参議院議員（1期）、科学技術政務次官（羽田内閣）、衆議院沖縄及び北方問題に関する特別委員長、島根県済善寺住職、東北福祉大学学長などを務めた。島根県鹿足郡津和野町出身。

## 略歴

### 経歴
島根県鹿足郡津和野町(旧津和野町域)にある曹洞宗の寺院・永明寺に生まれる。世田谷高等学校、駒澤大学卒業を経て、1970年（昭和45年）早稲田大学大学院政治学研究科修士課程を修了。玉川大学、共立女子大学、駒澤大学、早稲田大学社会科学部などの講師を経て、1977年（昭和52年）東北福祉大学助教授となり、1979年（昭和54年）東北福祉大学教授。同大学長補佐を経て、1994年（平成6年）から東北福祉大学学長を務める。この他にもロンドン大学、セントオラフ大学客員教授、早稲田予備校講師（英語）なども歴任。南京師範大学名誉教授。中華人民共和国国務院哲学博士。早稲田大学時代のゼミ生には辻元清美・山本譲司などがいる。

### 政歴
東北福祉大学学長補佐を務めていた当時、栗村和夫の死去を受け行われた1992年（平成4年）3月の参議院議員宮城県選挙区補欠選挙に連合の会（後の民主改革連合）公認で立候補し、自民党の小野寺信雄（元宮城県議会議長で後の気仙沼市長、衆議院議員小野寺五典の岳父)を約3000票差で破り初当選した。テレビの開票速報では、初めは小野寺に大差をつけられていたが、速報が入るたびに差を詰め、最後で大逆転するという劇的な勝利だった。
民改連が非自民連立政権に参加し与党となったことを受け、羽田内閣で科学技術庁政務次官を務めた。
1995年の第17回参議院議員通常選挙宮城県選挙区に民改連公認（新進党支持）で立候補したが、定数2（1増）となったにもかかわらず、新人の市川一朗（無所属・新進党推薦）と亀谷博昭（自民党）に敗れ次点（3位）で落選した。
その後、新進党に移り、1996年（平成8年）10月20日の第41回衆議院議員総選挙で鞍替えし比例東北ブロックに単独立候補し当選した。
1997年（平成9年）3月、オレンジ共済事件で新進党が公党の責任を果たしていないことを理由に離党届を提出。しかし、新進党は萩野が比例選出であることを理由に離党を認めず、萩野に議員辞職するよう要求、両者の対立が続いた。ところが、同年12月に新進党が解党したため、萩野は離党することなく自由の身となり、自民党へ入党、小渕派（現竹下派）に所属した。その後、2000年（平成12年）と2003年（平成15年）の総選挙は自民党公認で比例東北ブロックに単独立候補し当選した。
しかし、2005年（平成17年）9月11日の第44回衆議院議員総選挙では、比例代表での単独立候補は2回までとする自民党の規定に抵触し、特例での立候補を党本部に求めるも公認は降りず、結局立候補を断念した。同年の宮城県知事選で自民党推薦候補に推す声もあったが、萩野自身が辞退した。

### 政界引退後
政界引退後、1994年から務めていた東北福祉大学の学長業に専念していたが食道癌が判明して摘出手術を受けていた。
その後も、東北福祉大学への医学部設置方針や同大仙台駅東口キャンパスの居抜設置など、大学運営に力を入れていた矢先、手術から暫くたった2015年6月頃から容態が急変して入退院を繰り返すようになり、2015年10月18日示寂。世壽76(満75歳寂)。
叙正四位。旭日中綬章追贈。

## 著書
- 『スタディ 社会福祉―研究と実践』（学文社、1984年）ISBN 4762001597
- 『現代社会の福祉政治論』（高文堂出版、1985年）ISBN 4770701241
- 『感性のとき』（ぎょうせい、1988年）ISBN 4324010579
- 『現代社会福祉要論』（高文堂出版、1991年）ISBN 4770703619

| 議会            | 議会                                                     | 議会          |
| --------------- | -------------------------------------------------------- | ------------- |
| 先代 大木浩     | 衆議院沖縄及び北方問題に関する特別委員長 2002年 - 2003年 | 次代 仲村正治 |
| 学職            |                                                          |               |
| 先代 佐々木一雄 | 東北福祉大学学長 1994年 - 2015年                         | 次代 大谷哲夫 |